# آبراهام مینرو
آبراهام مینرو (انگلیسی: Abraham Minero؛ زادهٔ ۲۲ فوریهٔ ۱۹۸۶) یک بازیکن فوتبال اهل اسپانیا است.
از باشگاه‌هایی که در آن بازی کرده‌است می‌توان به باشگاه فوتبال رئال ساراگوسا، ایبار و باشگاه فوتبال بارسلونا بی اشاره کرد.